# Морская пехота Императорского флота Японии
Береговые войска особого назначения ВМС императорской Японии — десантно-штурмовые части ВМС. Десантно-штурмовые части ВМС в 1930-40-х гг. принимали активное участие в войне в Китае и в боевых действиях на Тихом океане.

## История

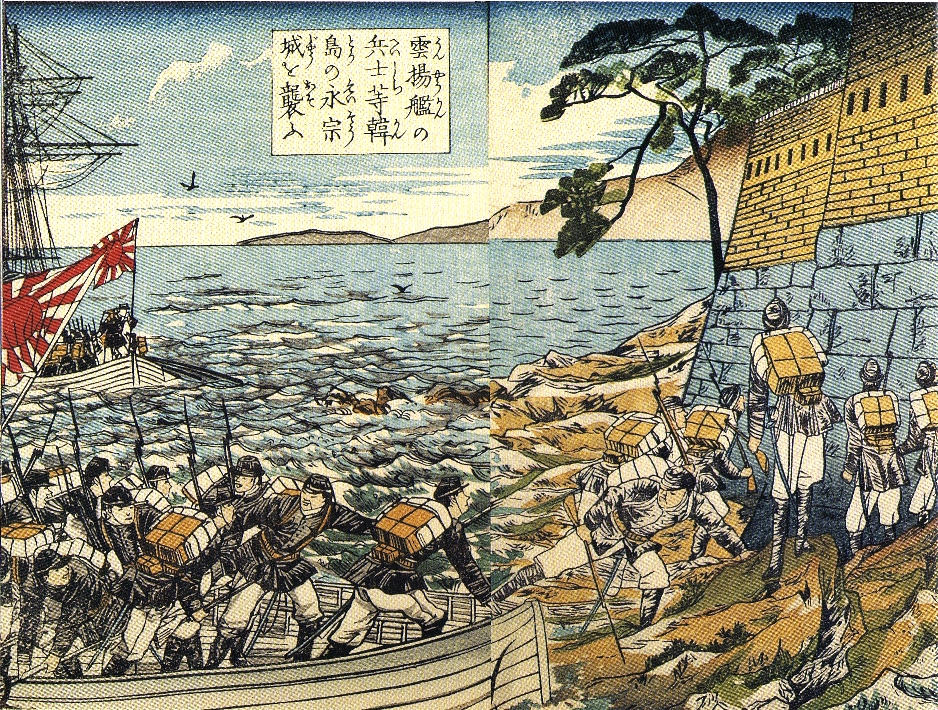
Высадка стрелковых частей ВМС ( о. Канхва, 1875 г.)
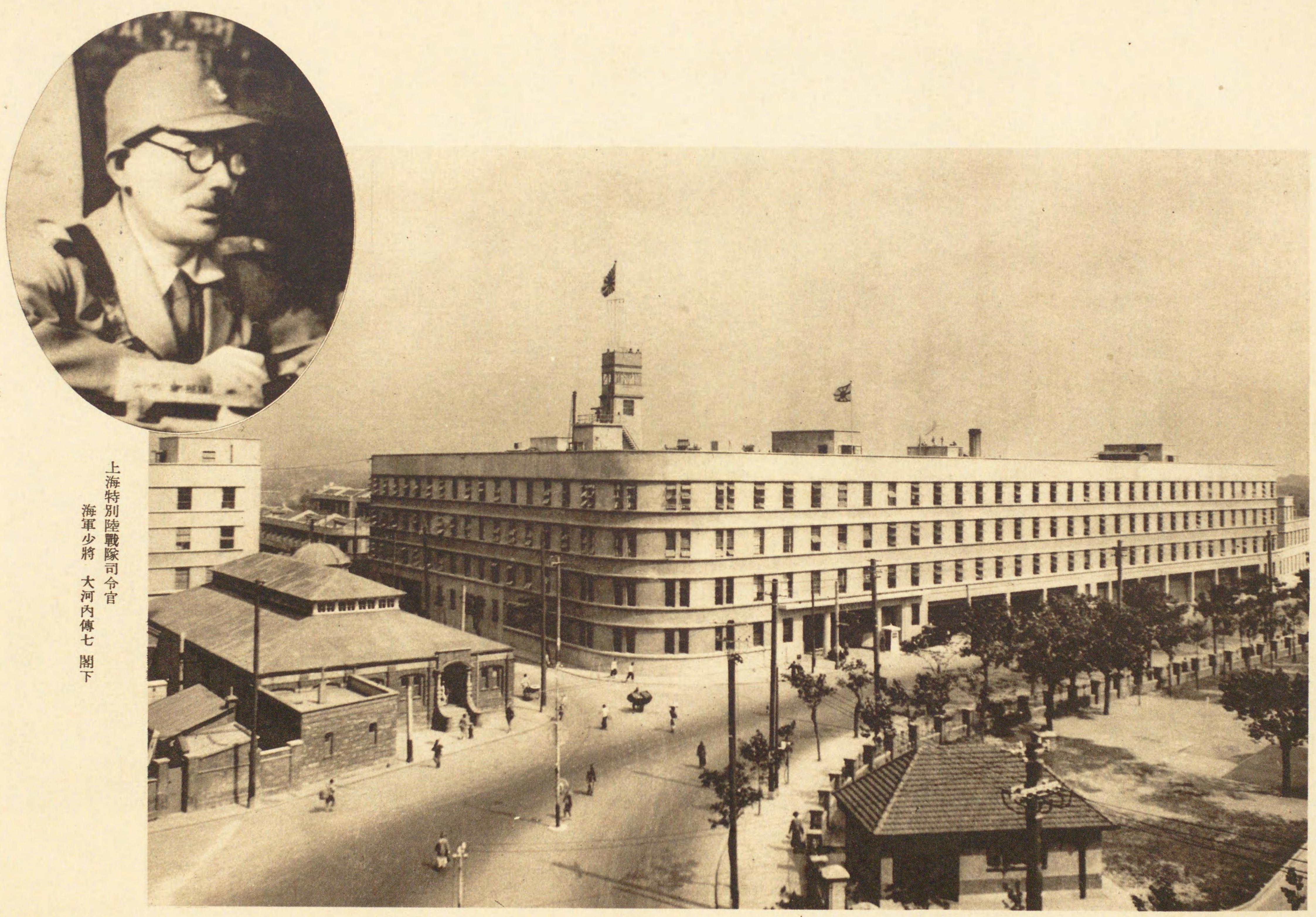
Штаб бригады ВМС «Шанхай» (комбриг контр-адмирал Д. Оокоти)
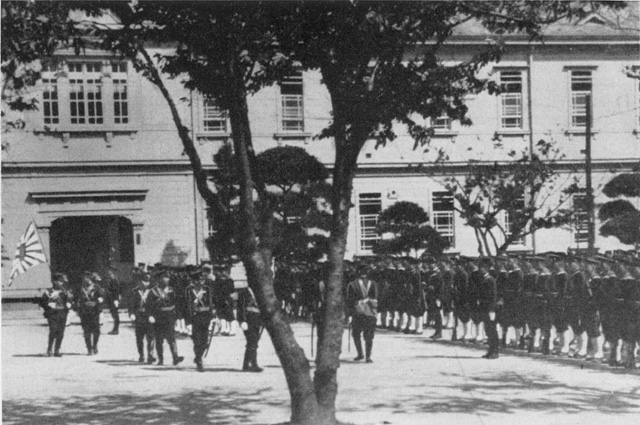
Смотр батальона ВМС «Курэ-6» перед отправкой в р-н о. Мидуэй (лето 1942 г.)

#### 1920-е гг.
До конца 1920-х годов в составе ВМС Императорской Японии не имелось специализированных десантно-штурмовых частей. В этот период при необходимости высадки морского десанта формировались т. н. «береговые стрелковые части» из прошедших сухопутную подготовку военнослужащих ВМС. С конца 1920-х годов в составе округов ВМС началось формирование десантно-штурмовых береговых батальонов. Первыми были сформированы десантные-штурмовые батальоны округов «Курэ», «Майдзуру», «Сасэбо» и центрального гарнизона в/ч «Йокосука». В составе гарнизонов ВМС в Ханькоу и Шанхае для наступления на Гуанчжоу и в бассейне р. Янцзы началось формирование экспедиционных десантно-штурмовых частей.

#### Конфликт в Китае и война на Тихом океане
C 1932 г. десантно-штурмовые части ВМС Императорской Японии принимали участие в оккупации г. Шанхай, операциях на побережье и в бассейне р. Янцзы. К началу войны на Тихом океане ВМС Императорской Японии имели в своем составе до 16 (позже до 21) десантно-штурмовых частей. Численность личного состава отряда составляла от 650 (батальонного) до 1200 чел. (бригадного состава). На Квантунском п-ове дислоцировались портовые охранные отряды «Дайрэн» и «Рёдзюн» (п. Дальний и Порт-Артур).
С 1941 г. десантно-штурмовые батальоны «Йокосука-1», «-2» и «-3» были развернуты в парашютно-десантные части ВМС. Парашютисты ВМС во время войны участвовали в стратегической операции на Сулавеси.

## Список десантно-штурмовых частейВМС
- Главная база ВМС «Йокосука» 
  - парашютно-десантная бригада ВМС «Йокосука» (батальоны «Йокосука-1», «-3»)[4]
  - батальоны «Йокосука-2», «-4», «-4», «-5», «-5», «-7»

- Округ ВМС «Курэ» 
  - батальоны «Курэ-2», «-3», «-5», «-6», «-7»
  - батальон спецназначения «Курэ-101»

- Округ ВМС «Майдзуру» 
  - батальоны «Майдзуру-1» «-2», «-4», «-5»

- Округ ВМС «Сасэбо» 
  - 32-я десантно-штурмовая бригада ВМС (батальоны «Сасэбо-1», «-2»)
  - батальоны «Сасэбо-5», «-6», «-7», «-8»

#### Экспедиционные частиВМС
- Флот № 3 ВМС
  - десантно-штурмовая бригада «Шанхай» (ПМТО «Шанхай»)
  - десантно-штурмовой батальон «Курэ-1» (ПМТО «Хайнань»)
  - батальон «Рёдзюн» (ПМТО «Рёдзюн», Порт-Артур)
  - батальон «Кантон» (ПМТО «Гуаньчжоу»)
  - рота «Янцзы» (речная флотилия «Янцзы»)
  - рота «Ханькоу» (ПМТО «Ухань»)

#### Учебные роты десанта
- десантные роты учебных отрядов округов ВМС «Йокосука», «Курэ», «Сасэбо», «Майдзуру», «Оминато»
- парашютно-десантная рота УБАП ВМС «Цутиура»
- учебная танковая рота ВМС «Татэяма»

## Оценка
Бойцы десантно-штурмовых частей ВМС Императорской Японии отличались высоким моральным духом и хорошо зарекомендовали себя в наступательных операциях в Юго-Восточной Азии. Во время Тиморской операции или в битве при Милн-Бэй сухопутные части ВМС столкнулись с ожесточенным сопротивлением и несли высокие потери в рукопашных схватках. Вместе с тем многие батальоны ВМС Императорской Японии несут ответственность за военные преступления, совершенные во время обороны Манилы при союзном вторжении на Филиппины в 1944 году. При этом части морской пехоты ВМС Императорской Японии отличались большой стойкостью в обороне. В ходе операции по обороне атолла Тарава в 1943 г. 2,5 тыс. чел. из состава батальона «Сасэбо-7» и 2 тыс. бойцов гарнизонного отряда ВМС нанесли имевшим превосходство по численности частям и подразделениям КМП США потери до 3 тыс. чел.

## Интересный факт
В 1943 году в составе Сухопутных войск Императорской Японии были сформированы четыре т. н. морские бригады численностью 3,5 тыс. чел., подчиненные Генштабу Сухопутных войск. Назначение этих армейских частей полностью соответствовало обычной морской пехоте и они проходили в целом такую же подготовку, как и аналогичные части Императорского флота. В ходе войны морские десантно-штурмовые части Сухопутных войск в основном использовались для захвата и удержания островов при операциях на юге Тихого океана и ЮВА.